# Califia schmitti
Califia schmitti är en ringmaskart som först beskrevs av Pettibone 1957.  Califia schmitti ingår i släktet Califia och familjen Orbiniidae. Arten har ej påträffats i Sverige. Inga underarter finns listade i Catalogue of Life.